# Стинава-Нижня
Стина́ва-Ни́жня — пасажирський залізничний зупинний пункт Львівської дирекції Львівської залізниці.
Розташований у селі Нижня Стинава Стрийського району Львівської області на лінії Стрий — Батьово між станціями Любинці (3 км) та Верхнє Синьовидне (7 км).
Поблизу платформи знаходиться залізничний переїзд, через який проходить дорога на село Стиняву Нижню. За 0,37 км у бік села Нижнє Синьовидне розташований залізничний міст, попід який протікає річка Стинавка. За 0,78 км від зупинки залізницю перетинає автомобільний шляхопровід М06 (Київ — Чоп). Далі на південь залізничне полотно пролягає лівим берегом річки Стрий, перетинаючи межу Стрийського і Сколівського районів.
На залізничній платформі зупиняються приміські електропоїзди.
Зупинний пункт відкрито 1958 року під такою ж назвою. Електрифіковано у складі залізниці Стрий — Лавочне 1961 року.

## Річний розподіл приміських поїздів
| Сполучення       | 2015/2016 | 2016/2017 | 2017/2018 | 2018/2019 | 2019/2020 | 2020/2021 | 2021/2022 | 2022/2023 |
| ---------------- | --------- | --------- | --------- | --------- | --------- | --------- | --------- | --------- |
| Лавочне — Львів  | 1         | 1         | 1         | 2         | 2         | 1         | 1         | 1         |
| Стрий — Мукачево | 0         | 0         | 0         | 1         | 1         | 0         | 0         | 0         |
| Львів — Мукачево | 2         | 2         | 2         | 1         | 1         | 1         | 1         | 1         |
| Чоп — Львів      | 1         | 1         | 1         | 1         | 1         | 0         | 1         | 1         |
| Стрий — Лавочне  | 1         | 1         | 1         | 1         | 1         | 0         | 0         | 0         |
| Мукачево — Львів | 1         | 1         | 1         | 0         | 0         | 0         | 0         | 0         |
| Львів — Чоп      | 1         | 1         | 1         | 1         | 1         | 0         | 1         | 1         |
| Лавочне — Стрий  | 1         | 1         | 1         | 1         | 1         | 0         | 0         | 0         |
| Мукачево — Стрий | 1         | 1         | 1         | 2         | 2         | 1         | 1         | 1         |
| Львів — Лавочне  | 1         | 1         | 1         | 2         | 2         | 1         | 1         | 1         |